# ساموئل الیاس دو کارمو سوارز
ساموئل الیاس دو کارمو سوارز (به پرتغالی: Samuel Elias do Carmo Soares) مدافع اهل برزیل است که در شهر Igaratinga و در تاریخ ۷ مارس ۱۹۸۸ به دنیا آمده‌است.
ساموئل الیاس دو کارمو سوارز در تیم‌های فوتبال اتلتیکو مینیرو سابقهٔ حضور دارد.